# サザンスコール
サザンスコールは、NHK BS2で放送されたテレビドラマ。BSサスペンスとして1994年10月3日-10月6日に4話連続でオンエアされた。

## 概要
主演は葉月里緒菜（現:葉月里緒奈）と根津甚八。宮古島を舞台にして、幻の赤い宮古上布を軸に話が展開される。燿子（葉月）の母親の死をめぐる謎といったミステリーの要素はあるが、男と女の愛がメインテーマとなっている。
デビュー間もない葉月里緒菜が大胆な演技を見せ、退廃的で謎を秘めた役を演じた彼女の魅力が十二分に引き出されている。

## キャスト
- 杉野隆三（根津甚八）…産洋レーヨンの社員
- 下地燿子（葉月里緒菜）…宮古上布の織り手、沖間の弟子。自殺癖がある
- 下地マムヤ（平良とみ）…燿子の祖母
- 下地良江（寺田千穂）…燿子が幼いころに死んだ母親、染色家
- 沖間学（伊武雅刀）…元産洋レーヨンの社員。20年前に退社して現在は宮古島に住み、宮古上布の工房をかまえる。
- 沖間八重（高橋惠子）…学の妻、デザイナー。結婚前に杉野と関係があった
- 杉野紀子（由紀さおり）…隆三の妻
- 杉野和彦（山口達也）…隆三の息子
- 杉野春子（丹阿弥谷津子）…隆三の母親
- 西合宗次郎（夏八木勲）…京都の西合染料店の社長、沖間学の元上司。ガンで余命幾ばくかも無い
- 松田里江（もたいまさこ）…西合染料店の社員、下地良江の友人だった女性
- 川木真知子（四条寛子）…南風原工芸センターの所員
- その他

遠野亜希子（みやなおこ）、デパートの店員（杉崎ゆか、安並和沙）、ウエイトレス（杉坂千波）、バーテン（山崎恵）、受付のOL（水島由理）、主婦（嘉数好子）、看護婦（前原宏美）、豊坂茂（白川明彦）、3歳の燿子（中島彩佳）、沖縄料理店主人（宮良康正）、鳥井副社長（須永克彦）

## サブタイトル
第1回 「赤い夢の謎」
第2回 「真紅の布」
第3回 「彷徨う魂」
最終回「美ら島の夢」

## スタッフ
- 原作…髙樹のぶ子「サザンスコール」
- 制作…NHK大阪
- 制作総括…音成正人
- 脚本…竹山洋
- 演出…菅康弘(1)(2)(4)、西谷真一(3)
- 音楽…日向敏文
- 琉球舞踊指導…平良昌代、三線指導…与儀栄功、織物指導…新里玲子、方言指導…森下悦子

## その他
- 2006年6月にNHK総合で再放送されている。